# Wing (rugby)

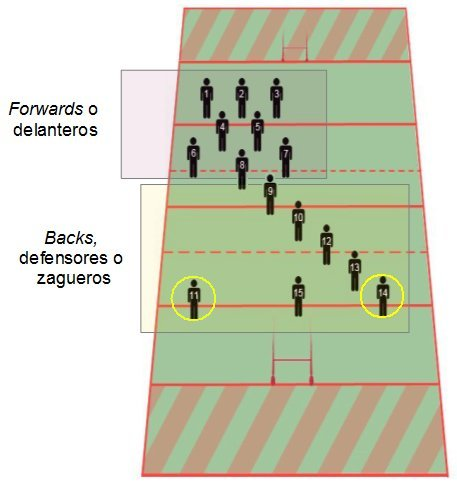
Los wings o alas son 3/4 o backs que se ubican como últimos jugadores en cada uno de los laterales de la cancha, habitualmente con los números 11 y 14.

Wing (ala en español europeo) es la denominación que recibe una posición en un equipo de rugby union (15 jugadores). Cada equipo posee dos wings o alas (izquierdo y derecho), que integran el grupo de tres-cuartos o backs, ubicándose como últimos jugadores en cada uno de los laterales. Habitualmente el wing o ala de la izquierda lleva el número 11 y el wing o ala de la derecha el número 14.

## Características
Los wings suelen ser los jugadores más rápidos del equipo, independientemente de su peso o talla. En jugadas de ataque se incorporan en velocidad para recibir los pases de los centros y tratar de alcanzar la línea de ensayo rival.
En jugadas de defensa se incorporan junto al fullback para cubrir los pelotazos y como última línea de defensa.

## Wings destacados
- Jonah Lomu
- David Campese
- Bryan Habana
- John Kirwan
- Joe Rokocoko
- Adam Ashley-Cooper
- Shane Williams
- Jason Robinson
- Jeff Wilson
- Brian Lima
- Alesana Tuilagi
- Vincent Clerc
- Gerald Davies
- Ieuan Evans
- Rory Underwood
- Yoshihiro Sakata
- Julian Savea
- George North
- Rieko Ioane
- Cheslin Kolbe
- Marcos Moneta